# USS San Jacinto (CVL-30)
Pour les autres navires du même nom, voir USS San Jacinto et USS Newark.
L’USS San Jacinto (CLV-30) est un porte-avions léger de la marine américaine de la classe Independence, d'environ 11 000 tonnes et 190 mètres de long, mis en service en 1943 et qui combattit ensuite durant toute la campagne du Pacifique. Il fut retiré du service en 1947.

## Construction et déploiements
Lancé à l'origine pour être le croiseur léger Newark (CL-100), le 26 octobre 1942 par le New York Shipbuilding Co., à Camden dans le New Jersey; il fut reconçu en CV-30 et renommé Reprisal le 2 juin 1942 avant de recevoir son nom définitif, San Jacinto, le 30 janvier 1943, converti lors de la construction en porte-avions légers et reclassifié en tant que CVL-30. Lancé le 26 septembre 1943, il fut mis en service le 15 novembre 1943 sous le commandement du capitaine Harold M. Martin.
Après des essais dans les Caraïbes, le San Jacinto rejoignit, via le canal de Panama, San Diego puis Pearl Harbor, puis la zone de guerre Pacifique. Arrivant à Majuro, dans les île Marshall, il intégra la croissante Task Force 58/38 du vice-amiral Marc A. Mitscher's, la force de frappe de porte-avions la plus rapide de la flotte du Pacifique. Là, le San Jacinto embarqua le groupe aérien 51, composé de chasseurs et d'avions lanceurs de torpilles.
Après avoir fourni des patrouilles de recherche pour protéger d'autres porte-avions qui frappaient les îles Wake et Marcus, le San Jacinto, le 5 juin 1944, était prêt à participer à la plus grande action de la flotte américaine depuis la bataille de Midway, qui s'était déroulé presque exactement deux années auparavant. Ce jour-là, la Task Force 58 parti de Majuro et se dirigea vers la base navale japonaise des îles Truk dans les Mariannes pour mener des frappes aériennes, préparatoires à la prise de Saipan et pour protéger les forces de débarquement américaines des attaques aériennes et navales japonaises.
Cette action américaine entraîna une forte réaction japonaise. Le 19 juin 1944, la flotte japonaise lança plus de 400 avions contre la flotte de débarquement américaine et ses porte-avions de couverture. Dans la bataille aérienne qui s'ensuivit, connue des pilotes américains sous le nom du « Marianas Turkey Shoot »(« le tir  aux dindes des Mariannes »)  plus de 300 avions ennemis furent abattus. Alors que les avions du San Jacinto accomplissaient leur plus belle victoire de la guerre, les artilleurs du bord aidèrent à abattre les quelques avions attaquant qui avaient réussi à s'approcher des navires américains. Au crépuscule, l'amiral Mitscher lança une attaque depuis tous ses porte-avions sur la flotte ennemie qui battait en retraite. La récupération des avions durant la nuit se fit dans une certaine confusion. Il a été ainsi reporté qu'un avion japonais essaya ainsi de se poser sur le San Jacinto, seulement chassé par l'officier d'appontage car son crochet n'était pas baissé.
Le San Jacinto participa ensuite aux frappes contre Rota et Guam et fournit des patrouilles de combat aérien et des patrouilles anti sous-marines pour son groupe naval. Durant ces raids, un pilote du San Jacinto fut abattu au-dessus de Guam et passa 17 jours dans un radeau de survie essayant d'attirer l'attention d'autres navires puis 16 nuits à se cacher sur l'île.
Après un arrêt de ravitaillement sur l'atoll d'Eniwetok, le San Jacinto se joignit aux frappes menées par les porte-avions américains contre Palau le 15 juillet. Le 5 août, ses cibles furent Chichi, Haha et Iwo Jima. Un bref arrêt à Eniwetok précéda des patrouilles anti-aériennes et anti sous marines de l'aube au crépuscule tandis que les autres porte-avions frappaient Yap, Ulithi, Anguar et Babelthuap, clouant au sol les forces aériennes japonaises alors que les Palaus étaient prises d'assaut le 15 septembre.
Le 2 septembre, un des pilotes des TBF Grumman Avenger du bord, le futur président George H. W. Bush, fut abattu au-dessus du territoire ennemi. Ses deux équipiers furent tués, mais comme il avait réussi à larguer ses bombes avant d'être forcé à s'éjecter, il reçut la Distinguished Flying Cross.
Après un arrêt de ravitaillement à Manus, dans les îles de l'Amirauté, le San Jacinto se joint aux frappes contre Okinawa et fournit des photographies aériennes pour la conception des futurs plans d'invasion. Après un plein en mer, il assura une protection de jour aux autres porte-avions envoyés bombarder Formose, le nord de Luçon et la zone de la baie de Manille du 12 au 19 octobre. Durant ses opérations, un avion fit un appontage très dur et par accident ouvrit le feu sur le château du navire, tuant deux hommes, en blessant 24 autres dont l'officier commandant et causant d'importants dommages au radar. Malgré cet accident, le San Jacinto resta en état de combattre.
Lors du débarquement des troupes américains à Leyte au centre des Philippines le 20 octobre, le San Jacinto fourni un soutien aérien. Le 24 octobre, cette mission fut interrompue par les nouvelles de l'approche en trident de la flotte japonaise dans ce qui allait provoquer la plus grande bataille navale de l'histoire.
Traduction en cours
Ses avions frappèrent l'archipel du Japon, Hokkaidō et Honshū, le 9 juillet et le porte-avions continua à opérer au large des côtes japonaises jusqu'à la fin du conflit, le 15 août 1945. Ses missions aériennes au-dessus du Japon furent alors humanitaires, larguant de la nourriture et des médicaments au-dessus des camps de prisonniers américains en attendant qu'ils puissent être secourus. Ses missions de guerre terminées, le San Jacinto retourna aux États-Unis et arriva à Alameda, en Californie, le 14 septembre 1945.
Le navire fut désarmé le 1er mars 1947 et rejoint la flotte de réserve du Pacifique à San Diego. Reclassifié en transport auxiliaire d'avions (AVT-5) le 15 mai 1959 ; il fut retiré des listes de la marine le 1er juin 1970.
Le San Jacinto avait gagné cinq battle stars et fut récompensé d'une citation d'unité présidentielle. Sa coque fut vendue à la casse le 15 décembre 1971 à la National Metal and Steel Corporation, à Terminal Island, à Los Angeles.

## Source
- (en) Cet article est partiellement ou en totalité issu de l’article de Wikipédia en anglais intitulé « USS San Jacinto (CVL-30) » (voir la liste des auteurs).